# Tricalamus lindbergi
Espèce
Synonymes
- Filistata lindbergi Roewer, 1962
- Pritha lindbergi (Roewer, 1962)

Tricalamus lindbergi est une espèce d'araignées aranéomorphes de la famille des Filistatidae.

## Distribution
Cette espèce est endémique d'Afghanistan.

## Publication originale
- Roewer, 1962 : Araneae Trionycha II und Cribellatae aus Afghanistan. Acta Universitatis Lundensis, (N.F.), sér. 2, vol. 58, no 7, p. 1-15.